# Paris–Roubaix 1919

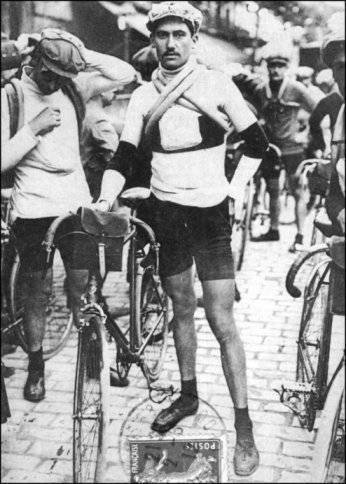
Henri Pélissier

Das Eintagesrennen Paris–Roubaix 1919 war die 20. Austragung des Radsportklassikers und fand am Sonntag, den 20. April 1919, statt.
Durch die verheerenden Folgen des Ersten Weltkrieges musste die Strecke nach Norden verlegt werden, da die bisher befahrene Straße zwischen Doullens und Arras komplett zerstört war. Bei einer Vorbesichtigung der Strecke mit dem Radrennfahrer Eugène Christophe rief Victor Breyer, Journalist der Zeitung L’Auto, entsetzt aus: „Mais c’est l’Enfer!“ („Das ist ja die Hölle!“). Daraus entwickelte sich die Bezeichnung „Hölle des Nordens“ für das Rennen Paris–Roubaix.
Bei dieser Austragung mussten die Fahrer drei Francs Antrittsgeld bezahlen, Adresse, Geburtsdatum und -ort sowie ihre Lizenznummer eines Verbandes, der dem Weltradsportverband UCI angehörte, nachweisen. Ab Freitag wurden die Fahrräder markiert, die Fahrer mussten sich fotografieren lassen und die Marke ihres Rades und die ihrer Reifen angeben. Am Tag des Rennens musste sie um 3.30 Uhr vor Ort sein, um ihre Einschreibung zu bestätigen. Dann wurden sie mit einer Mahlzeit bewirtet. Bevor es 5 Uhr los ging, wurde eine Schweigeminute gehalten. Auf der Strecke gab es weitere Kontrollposten, wo sich die Fahrer eintragen mussten. Dabei verschwanden oftmals die Stifte, um die nachkommenden Fahrer am Signieren zu hindern oder es zu verzögern. Angesichts dieser Rennvorbereitungen und -kontrollen war das Organisationskomitee inzwischen dementsprechend groß und wurde von Mitgliedern des Audax Club Parisien und des Vélo-Club de Levallois und weiterer Vereine unterstützt.
Das Rennen ging bei kaltem Regen von Suresnes aus über 280 Kilometer, Startpunkt war vor dem bekannten Restaurant Moulin Rose. 77 Rennfahrer starteten, von denen sich 25 platzieren konnten. Der Sieger Henri Pélissier absolvierte das Rennen mit einer Durchschnittsgeschwindigkeit von 22,86 km/h.
Kurz nach Ende des Krieges waren viele Rennfahrer außer Form. Philippe Thys und Henri Pélissier setzten sich ab, doch eine Verzögerung an einer Kreuzung hatte zur Folge, dass Honoré Barthélémy zu ihnen aufschließen konnte. Als sie einen Eisenbahnübergang erreichten, an dem ein Zug stand, ohne weiterzufahren, schulterten die drei ihre Räder und kletterten durch den Zug auf die andere Seite.     Auf der folgenden Strecke kam es laufend zu heftigen Attacken untereinander, dennoch erreichten die drei Fahrer gemeinsam das Ziel auf der Avenue de Jussieu in Roubaix, wo Pélissier den Sprint für sich entschied. Das Rennen endete nicht in der Radrennbahn, da diese während des Krieges von den Deutschen zerstört worden war.
Das erste Rennen nach dem Krieg war ein großer Publikumserfolg: Allein an der rund zehn Kilometer langen Strecke zwischen Forest-sur-Marque und Roubaix wurden 100.000 Zuschauer gezählt.